# We Will Destroy... You Will Obey!!!
Albums de Dekapitator
Blood On Steel (Split) -
(1998) Storm Before The Calm
(2007)
We Will Destroy... You Will Obey!!! est le premier album studio du groupe de Thrash metal américain Dekapitator.
Ce premier opus montre clairement le genre et les influences du groupe. Il s'agit des grands groupe de Thrash metal des années 80, comme Dark Angel, Sodom, Nuclear Assault, Sepultura, Slayer ou encore Kreator, pour n'en citer que quelques-uns. Ces influences se retrouvent dans les solos rapides et techniques, la rapidité du rythme de la batterie et dans la brutalité du tempo.
L'album est sorti au cours de l'année 1999 sous le label Black Metal Mafia Records.

## Liste des morceaux
1. One Shot, One Kill - 2.46
2. Release The Dogs - 3.48
3. We Will Destroy...You Will Obey!!! - 3.03
4. Hell's Metal - 3.15
5. Make Them Die - 1.24
6. Possessed With Damnation - 3.34
7. Thundering Legions - 3.52
8. Faceripper - 3.08
9. Attack With Mayhem - 2.24
10. Total Fucking Slaughter - 1.59
11. Haunted By Evil - 4.29